# Kurt Dietrich Schmidt
 Kurt Dietrich Schmidt (* 25. Oktober 1896 in Uthlede; † 27. Juli 1964 in Hamburg) war ein deutscher evangelisch-lutherischer Kirchenhistoriker und Mitglied der Bekennenden Kirche in der Zeit des Nationalsozialismus.

## Leben und Wirken
Nach dem Notabitur an der Landesschule Pforta 1914 und der freiwilligen Teilnahme am Ersten Weltkrieg studierte Schmidt Evangelische Theologie in Göttingen und wirkte dort von 1921 bis 1925 als Inspektor am Theologischen Stift.
1923 wurde er bei dem Kirchenhistoriker Carl Mirbt mit einer Arbeit über Die Nachwirkungen der spätmittelalterlichen Reformideen während der ersten Periode des Konzils von Trient zum Lic. theol. promoviert. Ein Jahr später habilitierte er sich mit der an die Dissertation anschließenden Studie Schrift und Tradition (zusammen gedruckt unter dem Titel Studien zur Geschichte des Konzils von Trient, 1925).
Nach seiner Assistentenzeit in Göttingen folgte er 1929 einem Ruf als Ordinarius für Kirchengeschichte an die Universität Kiel. Ebenfalls seit 1929 arbeitete Schmidt bis zu dessen Auflösung 1933 beim protestantisch-konservativen „Christlich-Sozialen Volksdienst“ mit.
Wegen seiner Aktivitäten beim Aufbau einer Bekenntnisgemeinschaft in Schleswig-Holstein, in der er von Beginn an Leitungsfunktionen wahrnahm (Mitbegründer der „Not- und Arbeitsgemeinschaft schleswig-holsteinischer Pastoren“ (NAG) am 20. Oktober 1933 in Rendsburg, Mitglied im Landesbruderrat, Verfasser der Misstrauenserklärung gegen den DC-Landesbischof Adalbert Paulsen am 6. Dezember 1933, Veranlassung eines Gutachtens der Theologischen Fakultät Kiel über das Pfarrbesetzungsgesetz  vom 5. Oktober 1933, Leitung des Rechtsausschusses der 1. Bekenntnissynode 1935), wegen seiner Teilnahme an einer reichsweiten Kundgebung theologischer Hochschullehrer für den Rücktritt des Reichsbischofs Ludwig Müller Ende 1934 und wegen seiner Beteiligung an den Examensprüfungen, die die „Vorläufige Kirchenleitung“ der Deutschen Evangelischen Kirche für den bekenntniskirchlich ausgerichteten Theologennachwuchs durchführte, wurde Schmidt 1935 aus dem Hochschuldienst entlassen. Er protestierte aber auch weiterhin in seinen Veröffentlichungen gegen die nationalsozialistische Legende von der gewaltsamen Bekehrung der Germanen zum Christentum.
Gegenüber dem für ihn zuständigen Reichsminister Bernhard Rust hatte Schmidt im Frühjahr 1935 sein Mitwirken im Kirchenkampf als Hochschullehrer folgendermaßen begründet:
„Erwächst über dem Bekenntnis aber ein Zwiespalt, so bin ich gerade als konfessioneller Theologe, der der Kirche den Dienst tun soll, durch theologische Besinnung die Reinheit ihrer Verkündigung sicher zu stellen, zur Arbeit aufgerufen. Ergibt diese Arbeit aber eine klare Stellung, so würde es einen Verrat an der besonderen Berufsehre des deutschen Professors sein, das profiteri, das Bekennen zu lassen und durch Schweigen zum Heuchler zu werden.“
Seit 1936 lehrte Schmidt als Dozent am lutherischen Missionsseminar Hermannsburg, seit 1947 war er am Kirchlichen Vorlesungswesen in Hamburg beteiligt. 1948 wurde er hauptamtlicher Dozent an der dort neu gegründeten Kirchlichen Hochschule, 1950 Professor und 1953 ordentlicher Professor an der neu gegründeten Ev.-Theol. Fakultät in Hamburg.
Carsten Nicolaisen urteilte über ihn:
„Angesichts der antikirchlichen und antichristlichen Ideologien des 20. Jh. gewann das luth. Bekenntnis für S. identitätsstiftende Kraft und wurde zum Orientierungspunkt für seine kirchlichen und politischen Entscheidungen in der Spannung zwischen luth. Obrigkeitsloyalität und Widerspruch gegen eine politische Herrschaft, die gegen das christl. Ethos verstieß.“
Nach 1945 war Schmidt Begründer der „Kirchenkampfforschung“, fungierte von 1955 bis 1964 als Vorsitzender der „Kommission der Ev. Kirche in Deutschland für die Geschichte des Kirchenkampfes in der nationalsozialistischen Zeit“ und gab mit Heinz Brunotte seit 1958 die Reihe Arbeiten zur Geschichte des Kirchenkampfes heraus. 1961 begründete er mit Ernst Wolf die Handbuchreihe Die Kirche in ihrer Geschichte. Schmidts Grundriß der Kirchengeschichte (4 Bde. u. 1 Erg.-Bd., 1949, seit 1954 in einem Bd., 9. Auflage 1990) zählt zu den erfolgreichsten theologischen Lehrbüchern in Deutschland.
1930 wurde Schmidt von der Universität Göttingen mit der Ehrendoktorwürde ausgezeichnet.

## Resümee seiner Kirchenkampfforschung
„Das schönste – zugleich tapferste – Beispiel dafür [für den kirchlichen Widerstand] aber ist die Denkschrift, die die 2. Vorläufige Kirchenleitung, also die Leitung der Bekennenden Kirche, am 18. Mai 1936 Adolf Hitler überreicht hat, vielleicht das offenste Wort, das Hitler je gesagt [worden] ist. … Das Wort sollte eine streng vertrauliche Anrede der Kirchenleitung an das Staatsoberhaupt sein. Durch eine grobe Indiskretion gelangte es aber doch in die Hände des schwedischen Gesandtschaftspredigers und durch den in die Weltpresse. Daraufhin wurde es auch in vielen Gemeinden Deutschlands von den Kanzeln verlesen, merkwürdigerweise ohne daß die verlesenden Pastoren dafür zur Rechenschaft gezogen wurden. Von den Gemeinden ist das Wort geradezu als ein Akt der Befreiung empfunden worden; sie hatten das Gefühl, das mußte einmal gesagt werden.
In der Kriegszeit ist dann das Vorgehen gegen Geisteskranke und -schwache, die sogenannte Euthanasie, so heftig beanstandet worden, daß sie schließlich eingestellt wurde. Die Proteste gegen die Behandlung der Juden, die von Kirchenleitungen an die Reichsregierung gerichtet wurden, hatten leider nicht denselben Erfolg. …
Eins ist nicht ergangen: ein großer öffentlicher Aufruf an alle, die Christen sein wollten, sich geschlossen zu erheben gegen die elementare Verletzung der einfachsten Gebote Gottes, die da geschah: etwa nach der Kristallnacht, zur Frage der Euthanasie, zur Endlösung der Judenfrage oder ähnlichem. … Daß nur Führer der Kirchen in nichtöffentlichen Eingaben das Wort ergriffen und nicht die Kirchen als Ganze elementar aufstanden, das muß als ein Stück ihres Versagens gewertet werden. Das ist ihnen auch bewußt gewesen, eben deshalb stellten sie an den Schluß ihres Weges durch die Nazi-Zeit 1945 das Stuttgarter Schuldbekenntnis … Das mußte am Ende stehen. Und das muß auch heute das letzte Wort sein. Denn nicht, wenn man sich im Glanz des Geschehenen sonnt und seiner Taten sich rühmt, sondern nur wenn man sich des Versäumten bewußt ist, kann man hoffen, etwaige neue Versuchungen besser zu überstehen.“

## Schriften (Auswahl)

### Autor
- Germanischer Glaube und Christentum, in: Junge Kirche 5 (1937) 207–218 (online auf geschichte-bk-sh.de).
- Die Bekehrung der Germanen zum Christentum
  - Bd. 1: Die Bekehrung der Ostgermanen zum Christentum. Vandenhoeck & Ruprecht, Göttingen 1939.
  - Bd. 2: Die katholische Mission unter den Westgermanen (unvollständig, nur 7. und 8. Lieferung: Seiten 1–192). Vandenhoeck & Ruprecht, Göttingen 1941 f.
- Grundriß der Kirchengeschichte, zunächst Bde. 1–4 und Erg.-Bd., Göttingen 1949–1959; dasselbe in einem Band: 1. Aufl., Vandenhoeck & Ruprecht, Göttingen 1954; zuletzt: 6. Aufl., ebd. 1999.
- mit Gerhard Ruhbach: Chronologische Tabellen zur Kirchengeschichte. Vandenhoeck & Ruprecht, Göttingen 1959; zuletzt: 9. Aufl., ebd. 1990.
- Gesammelte Aufsätze. Hrsg. von Manfred Jacobs, Göttingen: Vandenhoeck & Ruprecht 1967 (Inhalt), darin u. a.:
  - Fragen zur Struktur der Bekennenden Kirche (1962), S. 267–293 (online).
  - Der kirchliche Widerstand (1964), S. 294–304 (online).
- Die katholische Reform und die Gegenreformation (= Die Kirche in ihrer Geschichte Lfg. L, Teil 1 : Bd. 3). Vandenhoeck & Ruprecht, Göttingen 1975, ISBN 3-525-52348-3.
- Einführung in die Geschichte des Kirchenkampfes in der nationalsozialistischen Zeit. [Eine Vorlesungsreihe, maschinengeschr. 1960, mit handschriftlichen Korrekturen bis 1964; postum] herausgegeben und mit einem Nachwort versehen von Jobst Reller, Ludwig-Harms-Haus, Hermannsburg 2009; 2. Auflage 2010.

### Herausgeber
- Die Bekenntnisse und grundsätzlichen Äußerungen zur Kirchenfrage, Bände 1–3: 1933–1935, Göttingen: Vandenhoeck & Ruprecht 1934–1936.
- Arbeiten zur Geschichte des Kirchenkampfes, i.A. der Kommission der Evangelischen Kirche in Deutschland für die Geschichte des Kirchenkampfes, 21 Bde., Göttingen 1958–68 (in Verbindung mit Heinz Brunotte und Ernst Wolf).
- Die Kirche in ihrer Geschichte. Ein Handbuch, Göttingen 1961 ff. (Hrsg. zusammen mit Ernst Wolf)